# Reisenbüchler Sándor (színművész)
Ifj. Reisenbüchler Sándor (Budapest, 1967. december 25. – Budapest, 2004. október 28.) magyar színész, szinkronszínész, id. Reisenbüchler Sándor filmrendező fia.

## Életpályája
Édesapja Reisenbüchler Sándor Kossuth-díjas animációsfilm-rendező volt, édesanyja dr. Petrovics Éva. Az 1987/88-as évadban a Nemzeti Színház stúdiósa volt. 1988-ban, mint sorkatona, versmondóként bekerült a TV „Ki mit tud?” országos vetélkedő középdöntőjébe. 1990-ben felvételt nyert a budapesti Színház- és Filmművészeti Főiskola színész szakára, amit két év után abbahagyott. Több színháznak, így a Budapesti Kamaraszínháznak, a Karinthy Színháznak volt a tagja. 1994-től szabadúszó színész. Filmen először az 1990-ben készült Angyalbőrben című tévéfilmsorozatban játszott. Több szerepet játszott a Budapesti Kamaraszínházban (pl. Mechanikus narancs), majd szinkronizálni kezdett. Leginkább Will Smith magyarhangjaként szerepelt a Kaliforniába jöttem című sorozatban, a Wild Wild West – Vadiúj vadnyugatban, a Sötét zsarukban, A függetlenség napjában. Kb. 105 filmben szinkronizált, többek között Anthony Perkins, Mark Hamill, Maximilian Schell, Antonio Banderas, Woody Harrelson, Sean Penn, Paul Newman hangjaként.
Fiatal korától önpusztító életet élt. Miután már 1985-ben elkezdett drogozni és alkoholizálni, barátai az évek során elfordultak tőle. Az apjával egy évben, 2004. október 28-án elhunyt. Németországban élettársat és egy gyermeket hagyott maga után. Eredetileg papnak készült, innen került egy teljesen más környezetbe, a színház  világába. Az egész hátralévő életét meghatározta e két világ, e két szemlélet közti örlődés. Édesapja zsenialitásának terhe is mindvégig elkísérte.

## Színpadi szerepei
- Móricz Zsigmond: Nem élhetek muzsikaszó nélkül....Viktor
- Marivaux: A vita....Herceg
- Anthony Burgess: Mechanikus narancs....Dim
- Barry Kyle: Zúzódás
- William Shakespeare: Athéni Timon
- Mart Crowley: Fiúk a csapatból....Cowboy
- Csemer Géza: Cigánykerék....Újságárus
- Shakespeare: Troilus és Cressida....Margelon
- Shakespeare: Romeo és Júlia...Mercutio
- Sylvia Plath: Üvegbura...Buddy
- Nigel Williams: Osztályellenség...Pajszer
- Michel de Ghelderode: Escorial...Király

## Színházi rendezése
- Jim Jarmusch: Törvénytől sújtva
- Shakespeare: Rómeó és Júlia

## Filmjei

### Játékfilmek
- A nagy postarablás (1992)
- Kölcsönkapott idő (1993)
- Glamour (2000)
- Chacho Rom (2002)

### Tévéfilmek
- Angyalbőrben (1990)
- Maigret (1992)
- Kisváros (1994)
- A gyötrelmes gyémánt (1996)